# Pendleton Ward
Pendleton "Pen" Ward, född 8 juli 1982 i San Antonio, är en amerikansk animatör, manusförfattare, producent och röstskådespelare uppväxt i Texas. Han arbetar för Cartoon Network Studios och Frederator Studios och skapade TV-serien Äventyrsdags (2010) och internetserien Bravest Warriors (2012). 

## Filmografi

### Television
| År        | Titel               | Roll                                    |
| --------- | ------------------- | --------------------------------------- |
| 2008–2009 | Random! Cartoons    | Regissör 2 avsnitt                      |
| 2008–2009 | Flapjack (TV-serie) | Författare, bildmanus-artist 11 avsnitt |
| 2010–2018 | Äventyrsdags        | Skapare, författare, bildmanus-artist   |
| 2020      | The Midnight Gospel | Skapare                                 |

### Webserier
| År              | Titel            | Roll    |
| --------------- | ---------------- | ------- |
| 2012-närvarande | Bravest Warriors | Skapare |

### Spel
| År   | Titel                                                       | Roll                |
| ---- | ----------------------------------------------------------- | ------------------- |
| 2012 | Adventure Time: Hey Ice King! Why'd You Steal Our Garbage?! | Skapare, Författare |
| 2013 | Adventure Time: Explore the Dungeon Because I Don't Know!   | Skapare, Författare |
| 2014 | Little Pink Best Buds                                       | Skapare, Artist     |

### Kortfilmer
| År   | Titel            | Roll                           |
| ---- | ---------------- | ------------------------------ |
| 2007 | Barrista         | Författare, animatör           |
| 2011 | Pikapew Poop Chu | Historia, animatic, ljudmixing |

## Roller
| År              | Titel                        | Roll                                           | Notiser                   |
| --------------- | ---------------------------- | ---------------------------------------------- | ------------------------- |
| 2007            | Barrista                     | Bueno the Bear Sasha                           | Kortfilm                  |
| 2008–2009       | Random! Cartoons             | Abraham Lincoln Gammal man                     | Avsnitt: "Äventyrsdags"   |
| 2008–2009       | Flapjack (TV-serie)          | Kraft #1 Segel chef                            | Avsnitt: "Ben Boozled"    |
| 2010–2018       | Äventyrsdags                 | Klumprymdsprinsessan Shelby Ytterligare röster |                           |
| 2011            | Pikapew Poop Chu             | Ash Brock                                      | Kortfilm                  |
| 2012–närvarande | Bravest Warriors             | Dator                                          | Webserie                  |
| 2014            | Broken Age                   | Gus                                            | TV-spel                   |
| 2021            | Äventyrsdags: I fjärran land | Klumprymdsprinsessan                           | Avsnitt: Tillsammans igen |